# Sangue - La morte non esiste
Sangue - La morte non esiste è un film del 2005 diretto da Libero De Rienzo, al suo debutto registico.
Presentato al Festival di Locarno 2005 nella sezione Cineasti del presente, è stato distribuito nelle sale cinematografiche italiane il 5 maggio 2006.
Il film di De Rienzo si propone di essere un film di ricerca, un po' fuori dagli schemi classici della filmografia commerciale.
La trama è divisa in tre momenti, a cui corrispondono tre tecniche stilistiche ("grammatiche") differenti. I primi due (il primo e secondo atto) corrispondono alla psicologia dei due protagonisti, Stella e Iuri, mentre il terzo vede l'ingresso in scena di un terzo personaggio di stampo più comico (difatti è definito nel film "Epilogo comico"). Prodotto con un budget modestissimo (480000 €), il film è ricco di inquadrature insolite, particolari effetti di luce (da segmenti decisamente bui a scene completamente bianche), ed un uso attento del sonoro (anche questo di stile diverso per ognuno dei tre segmenti del film).

## Trama
Il film è incentrato sul rapporto tra due fratelli venticinquenni, fino ad arrivare all'incesto.
I due partecipano ad un rave party, nella collina che sovrasta Torino, durante il quale Stella, presa dalla rabbia, fa presente al fratello di aver deciso di partire per l'America. Iuri vede spezzato l'unico rapporto che possiede e cade in preda a tutte le paure che lo attanagliano, non ultima la paura della morte. Dopo il litigio, i due iniziano un viaggio al limite dell'onirico nella fabbrica dove si svolge il rave, tra droga e musica elettronica, santoni mistici e visioni lisergiche.
Al mattino, dopo aver preso coscienza delle loro angosce e dei limiti del loro rapporto, sono costretti a scappare dalla polizia, che violentemente fa irruzione nella fabbrica. Giunti in macchina, vi trovano Bruno, entrato furtivamente in cerca di cibo. Inseguiti dalla polizia, i tre si nascondono in una chiesa dove incontrano un prete neofascista che deve celebrare un rito funebre con carabinieri in uniforme ufficiale.

## Riconoscimenti
- 2007 - Ciak d'oro
  - Bello & invisibile